# 669 v.Chr.
Het jaar 669 v.Chr. is een jaartal volgens de christelijke jaartelling.

## Gebeurtenissen

### Assyrië
- Koning Esarhaddon begint een tweede veldtocht tegen het opstandige Egypte.
- Onderweg overlijdt Esarhaddon, het Assyrische Rijk wordt verdeeld.
- Koning Assurbanipal (669 - 627 v.Chr.) bestijgt de troon van Assur.
- Kroonprins Shamash-shum-ukin wordt onderkoning van Babylon.

### Griekenland
- Pisistratus wordt benoemd tot archont van Athene.

## Overleden
- Esarhaddon, koning van Assyrië